# Песента на дърваря
„Песента на дърваря“ е един от най-популярните и успешни скечове на Монти Пайтън и Летящия цирк.
Скечът се е изпълнявал в различни форми (в оригиналния сериал, във филм, на сцена) и всеки път започва различно. Обикновено започва с човек (в началото Майкъл Палин, а в по-късните версии Ерик Айдъл), който не харесва работата си, и тогава казва: „Не исках такава работа. Исках да бъда... дървар!“. Той продължава да говори за живота като дървар. Тогава си къса ризата и се показва червената карирана риза, която носи отдолу, отива до сцената с гора като фон и започва да пее за прекрасния свят на дърварите. Зад него пеят десетина канадски конни полицаи. Песента продължава, докато радостния дървар не казва, че носи женски дрехи като старата си майка и т.н., което обърква хо̀ра и те напускат отвратени, отправяйки обиди към него.
През 2003 версия на песента е изпълнена в чест на Джордж Харисън, с Палин в главната роля и Том Ханкс като един от канадските полицаи.